# Жаровск
Жаровск — посёлок в Курагинском районе Красноярского края. Входит в состав Черемшанского сельсовета.

## География
Посёлок находится в южной части края, в пределах Алтае-Саянского горнотаёжного района, на правом берегу реки Казыр, на расстоянии приблизительно 76 км (по прямой) к востоку-юго-востоку (ESE) от посёлка городского типа Курагино, административного центра района. Абсолютная высота — 418 м над уровнем моря.

## Население
| 2010 |
| ---- |
| 378  |

### Национальный состав
По данным Всероссийской переписи населения 2010 года, в гендерной структуре населения мужчины составляли 49,2 %, женщины — соответственно 50,8 %. 

## Экопоселение
Вблизи посёлка у горы Сухая последователи Церкви последнего завета, более известные как виссарио́новцы, основали поселение Тиберкуль, территория которого входит в границы Жаровска.